# Jacqueline Govaert
Jacqueline Govaert (ur. 20 kwietnia 1982 w Kaatsheuvel) – holenderska wokalistka, autorka tekstów piosenek oraz pianistka. Wokalistka zespołu Krezip.

## Albumy

### Albumy z Krezip
- Run Around (1999)
- Nothing Less (2000)
- Days Like This (2002)
- That'll Be Unplugged (2003)
- What Are You Waiting For? (2005)
- Plug It In (2007)
- Best Of (2008)

### Albumy solowe
- Good Life (2010)